# Angklung
Um angklung  é um instrumento musical tradicional originário da Indonésia, feito de bambu. Pode integrar o gamelão.
A UNESCO inseriu o angklung na lista de obras-primas do Património Oral e Imaterial da Humanidade em 2010, passando a integrar a lista representativa do Património Cultural Imaterial da Humanidade.

## Importância cultural
O angklung é um instrumento musical indonésio feito com quatro tubos de bambu suspensos numa moldura desse mesmo material e amarrados com cordas de vime. Um mestre artesão esculpe e apara cuidadosamente os tubos para que emitam certas notas musicais quando a moldura de bambu é sacudida ou atingida. Cada angklung emite uma nota ou acorde único, de modo que para executar melodias é necessário que vários intérpretes toquem juntos. O angklung tradicional usa a escala pentatónica, mas em 1938 o músico Daeng Soetigna criou o chamado angklung padaeng, que usa a escala diatónica. Intimamente ligada aos costumes tradicionais, arte e cultura da Indonésia, a música feita com o angklung é realizada em cerimónias de circuncisão e nas cerimónias que marcam o plantio e a colheita do arroz. O bambu preto especial com o qual o angklung é fabricado é cortado durante as duas semanas do ano em que as cigarras cantam, tentando cortá-lo a pelo menos três segmentos do chão para permitir que as suas raízes continuem a poder se espalhar. As instruções e conhecimentos para o fabrigo dos angklung são geralmente transmitidas oralmente de geração em geração, embora tenham vindo a ser ensinadas cada vez mais nas escolas indonésias. Tendo em vista que a música angklung deve ser executada em colaboração, devido à natureza deste instrumento, a sua prática incentiva a cooperação e o respeito mútuo entre os músicos, além de disciplina, responsabilidade, concentração, imaginação, memória e o sentido artístico e musical.
Em 2010, o angklung foi integrado pela UNESCO na lista representativa do Património Cultural Imaterial da Humanidade.